# Chiyoko
Chiyoko  è un nome proprio di persona giapponese femminile.

## Origine e diffusione
Come la maggioranza dei nomi giapponesi, Chiyoko può essere ottenuto tramite varie combinazioni di kanji: una di quelle possibili è da 千 (chi, "mille"), 代 (yo, "generazione") e 子 (ko, "bambino").
I componenti fonetici di questo nome si possono ritrovare anche in vari altri nomi giapponesi; il primo, ad esempio, in Chikako, Chinatsu, Chika e Chiyo (che contiene anche il secondo); il terzo si trova invece in Fujiko, Keiko, Aiko, Yōko, Naoko, Tamiko, Akiko, Ayako, Atsuko, Sachiko e Reiko.

## Onomastico
È un nome adespota, cioè privo di santo patrono; l'onomastico può essere festeggiato il 1º novembre, per la ricorrenza di Ognissanti.

## Persone
- Chiyoko Kawashima, doppiatrice giapponese